# Theridion elegantissimum
Theridion elegantissimum là một loài nhện trong họ Theridiidae.
Loài này thuộc chi Theridion. Theridion elegantissimum được Carl Friedrich Roewer miêu tả năm 1942.